# Signéville
Signéville település Franciaországban, Haute-Marne megyében. Lakosainak száma 88 fő (2022. január 1.). Signéville Andelot-Blancheville, Roches-Bettaincourt, Montot-sur-Rognon és Vignes-la-Côte községekkel határos.

## Népesség
A település népessége az elmúlt években az alábbi módon változott:
| Lakosok száma | 107  | 83   | 99   | 99   | 96   | 95   | 90   | 90   | 89   | 88   |
|               | 1968 | 1990 | 2006 | 2011 | 2015 | 2016 | 2018 | 2019 | 2021 | 2022 |